# Supa Doopa Remix
Supa Doopa Remix es el cuarto lanzamiento de Les Georges Leningrad. Fue lanzado el 12 de abril de 2005 por Troubleman Unlimited.

## Lista de canciones[5]
1. "Supa Doopa (Les Georges Leningrad Version Originale)"
2. "Supa Doopa (Akufen Soutien-Georges Remix)"
3. "Supa Doopa (Magas Remix)"
4. "Supa Doopa (Ghislain Poirier Remix)"
5. "Mein Name Ist Eva Brown"